# Championnat d'Antigua-et-Barbuda de football 2002-2003
Navigation
Saison précédente Saison suivante
La saison 2002-2003 du Championnat d'Antigua-et-Barbuda de football est la trente-deuxième édition de la Premier Division, le championnat de première division à Antigua-et-Barbuda. Les dix formations de l'élite sont regroupées au sein d'une poule unique où elles s'affrontent deux fois, à domicile et à l'extérieur. En fin de saison, pour permettre le passage du championnat à 8 clubs, les quatre derniers du classement sont relégués et remplacés par les deux meilleurs clubs de First Division.
C'est le Parham FC, tenant du titre, qui remporte à nouveau la compétition cette saison après avoir terminé en tête du classement final, avec un seul point d'avance sur le SAP FC et trois sur Hoppers FC. Il s’agit du troisième titre de champion d'Antigua-et-Barbuda de l'histoire du club.

## Les clubs participants
- Empire FC
- Hoppers FC
- Freemansville FC
- Liberta FC - Promu de First Division
- Lion Hill Spliff FC - Promu de First Division
- Bassa SC
- Parham FC
- English Harbour FC
- Villa Lions FC
- SAP FC

## Compétition
Le barème de points servant à établir le classement se décompose ainsi :
- Victoire : 3 points
- Match nul : 1 point
- Défaite : 0 point

### Classement
| Rang | Équipe               | Pts | J  | G  | N | P  | Bp | Bc | Diff |
| ---- | -------------------- | --- | -- | -- | - | -- | -- | -- | ---- |
| 1    | Parham FCT           | 38  | 18 | 11 | 5 | 2  | 37 | 17 | +20  |
| 2    | SAP FC               | 37  | 18 | 11 | 4 | 3  | 53 | 24 | +29  |
| 3    | Hoppers FC           | 35  | 18 | 10 | 5 | 3  | 35 | 19 | +16  |
| 4    | English Harbour FC   | 31  | 18 | 9  | 4 | 5  | 30 | 29 | +1   |
| 5    | Empire FC            | 27  | 18 | 8  | 3 | 7  | 38 | 30 | +8   |
| 6    | Bassa SC             | 23  | 18 | 7  | 2 | 9  | 32 | 32 | 0    |
| 7    | Freemansville FC     | 22  | 18 | 6  | 4 | 8  | 21 | 25 | -4   |
| 8    | Villa Lions FC       | 16  | 18 | 4  | 4 | 10 | 22 | 30 | -8   |
| 9    | Liberta FCP          | 12  | 18 | 3  | 3 | 12 | 18 | 50 | -32  |
| 10   | Lion Hill Spliff FCP | 10  | 18 | 2  | 4 | 12 | 27 | 57 | -30  |

|  | Champion d'Antigua-et-Barbuda 2002-2003         |
|  | Relégation directe en First Division            |
|  | T : Tenant du titre P : Promu de First Division |

## Bilan de la saison
| Championnat d'Antigua-et-Barbuda de football 2002-2003 |                      |
| Champion                                               | Parham FC (3e titre) |
| Qualifications continentales                           |                      |
| CFU Club Championship 2003                             | Aucun                |
| Promotions et relégations                              |                      |
| Promus en Premier Division                             | Old Road FC          |
| Promus en Premier Division                             | Police FC            |
| Relégués en First Division                             | Freemansville FC     |
| Relégués en First Division                             | Villa Lions FC       |
| Relégués en First Division                             | Liberta FC           |
| Relégués en First Division                             | Lion Hill Spliff FC  |